# 蓝花狸藻
蓝花狸藻（学名：Utricularia lazulina）为狸藻属一年生小型食虫植物。其种加词“lazulina”意为“蓝色的花朵”。蓝花狸藻为印度门格洛尔的特有种。蓝花狸藻陆生于红土层上潮湿的土壤中或潮湿的草原中。1984年，彼得·泰勒正式描述了蓝花狸藻。